# Gary Winick
Pour les articles homonymes, voir Winick.
Gary Winick est un producteur et réalisateur américain né le 31 mars 1961 et mort le 27 février 2011

## Filmographie

### Réalisateur
- 1989 : Heure Limite (Curfew)
- 1991 : Out of the rain
- 1995 : Sweet Nothing (en)
- 1998 : The Tic Code
- 2000 : Sam the man
- 2002 : Séduction en mode mineur (Tadpole)
- 2004 : 30 ans sinon rien (13 Going on 30)
- 2007 : Le Petit Monde de Charlotte (Charlotte's Web)
- 2009 : Meilleures Ennemies (Bride Wars)
- 2010 : Lettres à Juliette (Letters to Juliet)

### Producteur
- 2000 : Sam the man
- 2000 : Chelsea Walls, de Ethan Hawke
- 2001 : Ten tiny love stories de Rodrigo Garcia
- 2001 : Final de Campbell Scott
- 2001 : Tape de Richard Linklater
- 2002 : Séduction en mode mineur
- 2004 : November (en) de Greg Harrison
- 2004 : Terre d'abondance de Wim Wenders
- 2005 : Pieces of April de Peter Hedges
- 2005 : Lonesome Jim de Steve Buscemi
- 2007 : Puccini et moi de Maria Maggenti

## Distinctions
- Prix de la mise en scène au Festival de Sundance en 2002.